# 科森泰纳
科森泰纳，是西班牙巴伦西亚自治区阿利坎特省的一个市镇。总面积53km2，总人口10617人（2001年），人口密度200人/km2。